# 吴维东
吳維東（1571年—？），字賓旭，號表海，直隸廣平府成安縣人，民籍，明朝政治人物。

## 生平
萬曆二十五年（1597年）丁酉科順天府乡试第三十七名举人，三十二年（1604年）中式甲辰科進士。吏部观政，三十五年任户部河南司主事，三十七年寧武管倉，又通州管倉，两主國計，狷潔無所染。三十八年升员外郎、郎中，三十九年升荆州府知府。時議收故相张居正地充王田，田久變價属民間，維東力請正之。四十三年六月擢常鎮兵備副使，四十四年调任陕西副使，以剿賊持議，忤撫軍，四十七年以考察罢归去职。天啓五年（1625年）起补山西佥事。

## 家族
曾祖吳銘，大使；祖父吳淵，累赠中憲大夫、知府；本生祖吳濂；父吳善言，都察院僉都御史、浙江巡撫。母史氏，封孺人。永感下。兄维屏、维垣（贡士）、维宁。